# Magrie

Magrie este o comună în departamentul Aude din sudul Franței. În 1 ianuarie 2022 avea o populație de 543 de locuitori.